# Корпорація оборонної промисловості Еміратів
Корпорація оборонної промисловості Еміратів (EDGE) (араб. شركة الإمارات للصناعات الدفاعية, англ. Emirates Defence Industries Company (EDIC)) — виробник оборонної продукції та зброї в Об'єднаних Арабських Еміратах. Виготовляє бронетехніку, ракети, безпілотні літальні апарати. Генеральний директор Фейсал Аль Баннаї.

## Історія
У 2014 злиття державних інвестиційних компаній: Mubadala Development, Tawazun Holding та Emirates Advanced Invest Group.
Компанія є спільною власністю інвестиційної компанії Мубадала, інвестиційного фонду емірату Абу-Дабі (60%) та Tawazun Holding.
У 2019 увійшла до новоствореного холдингу військової промисловості EDGE, до якого входять 25 компаній.
У лютому 2019 підписала угоду про стратегічне співробітництво з найбільшим металургійним заводом Emirates Iron Company. Цього ж року EDGE заробив 5 мільярдів доларів від продажу.